# Franco (Burgos)
Franco (en euskera Franku) es una localidad del municipio burgalés de Condado de Treviño, en la Comunidad Autónoma de Castilla y León (España). 

## Localidades limítrofes
Confina con las siguientes localidades:
- Al norte con Ascarza.
- Al noreste con Uzquiano.
- Al sureste con Pedruzo y Armentia.
- Al suroeste con Moscador de Treviño y Dordóniz.
- Al noroeste con Treviño.

## Demografía
Evolución de la población
| Gráfica de evolución demográfica de Franco entre 2000 y 2017       |
|                                                                    |
| Población de derecho (2000-2017) según el padrón municipal del INE |

## Historia
Así se describe a Franco en el tomo VIII del Diccionario geográfico-estadístico-histórico de España y sus posesiones de Ultramar, obra impulsada por Pascual Madoz a mediados del siglo XIX:

Lugar en la provincia, audiencia territorial y capitanía general de Burgos (20 leguas), diócesis de Calahorra (18), partido judicial de Miranda de Ebro (4 ½) y ayuntamiento titulado de Treviño (3/4); Situado en un paraje más llano que pendiente; el clima es frío, reinando por lo regular el viento N. Tiene 10 casas, una escuela de primeras letras frecuentada por 20 niños, y dotada con 20 fanegas de trigo, que pagan juntamente con este pueblo los de Armentia y Pedruzo; una buena fuente para el surtido del vecindario y una iglesia parroquial (San Esteban Mártir), servida por un cura párroco. Confina el término N Ascarza; E Armentia; S Moscador, y O Treviño. El terreno es de tercera clase, pero de buena calidad, bañándolo el río Ayuda que nace en los montes de la villa de Arlucea, y pasando por medio de la de Marquinez y Urarte, de la provincia de Álava, entra en el condado de Treviño, dirigiendo su curso de E a O por la jurisdicción de la villa de Treviño, Muergas, la Cervilla, que deja a su derecha o al N; quedando a la izquierda Albaina, Samiano, Torre, Araico, Grandival, Ozana, Mantranilla y el lugar que se describe, va a desaguar en el Zadorra a las inmediaciones de la ermita de Nuestra Señora de la Corzanilla, un poco más debajo de Mantranilla; cerca de la población hay un pedazo de monte no muy poblado propio de 3 vecinos. Caminos: los de pueblo a pueblo siendo el principal el que conduce a la Rioja, hallándose todos en mal estado. Correos: la correspondencia se recibe de Vitoria por el valijero del condado de Treviño los domingos, martes y jueves, y sale los mismos días. Producciones: trigo, cebada, avena, maíz, lino, cáñamo, alubias, lentejas y patatas; cría ganado lanar y mular; caza de perdices, liebres, sordas y algunas codornices y pesca de anguilas, barbos, truchas y loinas en corta cantidad. Industria: la agrícola, recría de ganados y 3 molinos harineros, de los cuales el uno pertenece a un particular, y los otros dos que se hallan medio arruinados, al pueblo. Comercio: la importación de vino y la exportación de trigo. Población: 6 vecinos, 23 almas.
Diccionario geográfico-estadístico-histórico de España y sus posesiones de Ultramar